# Гантаваді
Гантаваді (бірм. ဟံသာဝတီ ပဲခူး နေပြည်တော်, монська ဟံသာဝတဳ, в європейських джерелах — Пеґу) — середньовічна монська держава у південній частині території сучасної М'янми. Оскільки мони раніше були також відомі як раманья, тому ще однією історичною назвою цієї держави було — Раманнадеса («Країна Раман»). Царство було одним з центром Тгеравадійського буддизму.

## Історія

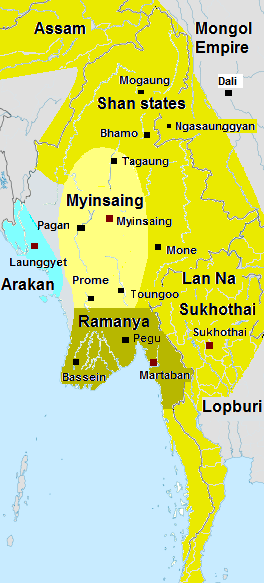
М'янма у 1310 році

У XI столітті монська держава Татон була завойована м'янманським царством Паґан, в результаті чого Паґанське царство стало бінаціональним. Однак з другої половини XII століття ця держава початок слабшати, поступово втрачати свої території, а в 1287 році остаточно впало під ударами монголів. Ще до остаточного розпаду країни монські феодали добилися незалежності. Монгольська навала не досягло узбережжя Індійського океану і, таким чином, практично не вплинула на монські землі.
Заслуга консолідації монських земель належить Вареру, вихідцю з народу шанів. Після падіння м'янманского панування він об'єднав монські князівства Татон, Мартабан та Пеґу. Влада Вареру в значній мірі спиралася на допомогу від сюзерена — тайського царства Сукхотаї. Одночасно Вареру визнав також сюзеренітет юанського імператора, знявши таким чином загрозу монголо-китайського вторгнення. Після смерті засновника в Гантаваді почався період боротьби за владу, протягом якого трон часто міняв господаря. Гантаваді стало офіційно незалежним від царства Сукхотаї у 1330 році.
У 1353 році на престол зійшов Бінья У. В цей час на Тенассерім напала створена у 1350 році тайська держава Аютая. Оскільки в 1363 році частина тенассерімського узбережжя, включаючи Моулмейн і сам Мартабан, потрапила під контроль Аюттхаї, в 1369 році Бінья У вимушено переніс столицю держави в Пеґу.
В цей же час центральна М'янма почала об'єднуватися під владою м'янмської держави Ава. При наступника Бінья У, Разадарі, почалася сорокарічна війна між Ава та Гантаваді, тобто між м'янмцями та монами. Війна, яка велась тільки в сухий сезон, проходила без явної переваги однієї зі сторін, і у 1407 році була укладена мирна угода, сторони обмінялися полоненими, уклали династичний шлюб та позначили кордон. Однак вже у 1408 року м'янмців знову напали на Гантаваді через придворних інтриг, а в 1415 році значна частина Гантаваді була захоплена армією під командуванням принца держави Ава. Щоб звільнити дельту Іраваді від держави Ава, потрібні були два роки. Надалі, після смерті правителя Ави, війна зійшла нанівець. 

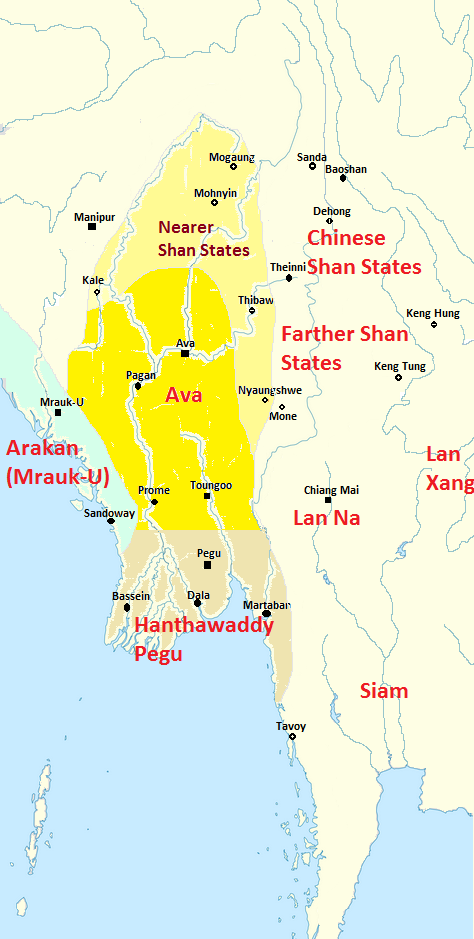
Гантаваді на мапі М'янми у 1450 році

У 1426 році король Бінья Дгаммараза був отруєний своїм братом, який зійшов на трон під ім'ям Бінья Ран I (1426-1446).
У XV столітті в Гантаваді стали з'являтися європейські купці і мандрівники, яких залучали можливості морської торгівлі через монское держава. У 1435 році Пегу відвідав венеційець Ніколо ді Конті, а в 1496 році генуезці Ієроніма ді Сан Стефано та Ієроніма Адора. З Пеґу в інші країни відправлялися не тільки прянощі, але й кераміка, рис, дорогоцінні камені та метали, тикове дерево і віск.
Вмираючи, Бінья Ран I залишив трон синові Шінсобу — Бінья Вару (1446-1450). Бінья Вару змінив на престолі Бінья К'яну (1450-1453). Після його смерті в живих не залишилося нікого з нащадків Разадарі чоловічої статі. Тоді збори знаті обрали на престол 59-річну Шінсобу (1453-1472). Це єдиний період в історії м'янманської державності, коли престол належав жінці. Надалі сама Шінсобу вибрала наступником ченця Дгаммазеді, та видала за нього свою дочку, щоб уникнути гніву родичів.
При Дгаммазеді монська держава остаточно стало духовним та культурним центром М'янми, сприяючи поширенню в регіоні нових віянь в буддизмі. Прагнучи ще більше зміцнити централізацію країни, Дгаммазеді вирішив провести в Пеґу релігійну реформу. Сам Дгаммазеді, активно беручи участь в реформі, уклав збірку морально-релігійних настанов «Даммазеді пьттон». Через Гантаваді в М'янму проникла та закріпилася тгеравадійська версія буддизму. Це сталося після того, як в 1475 році Дгаммазеді відправив місію з 22 ченців на Шрі-Ланку для ознайомлення з діяльністю секти Магавігара.
Син та спадкоємець Дгаммазеді Бінья Ран II (1492-1526) також приділяв багато уваги релігійним проблемам, не забуваючи і про мирських справах. У 1512 році португальський віце-король Індії Афонсу де Албукеркі направив з Малакки в Пегу свого емісара Руя Нуньеса д'Акунья. У 1519 році було підписано угоду між Антоніо Корреа та правителем Гантаваді Бінья Раном II про заснування португальської факторії в Мартабані. У рамках цієї угоди Бінья Ран II першим в М'янмі почав використовувати португальських найманців, що володіли вогнепальною зброєю, що давало йому перевагу в боротьбі з Авой.

### Падіння Гантаваді
У 1527 році Держава Ава впала під ударами шанських князівств. Новим центром м'янмців стала держава Таунґу. У 1535 році правитель Таунґу Табіншветгі на чолі великої армії, захопив західну частину дельти Іраваді та місто М'яунм'я, після чого обложив Пеґу — столицю Гантаваді. Облога тривала чотири роки, місто впало у 1539 році в результаті зради. У 1541 році Табіншветгі взяв Мартабан та Мовлмейн і захопив всю територію монської держави аж до кордону з Аютаєю.
Намагаючись легітимізувати свою владу над завойованими територіями, Табіншветгі коронувався три рази. Перший раз, в 1541 році після встановлення контролю над південною М'янмою, він коронувався в Пеґу. Вдруге коронація проводилася за м'янманськими традиціями у 1542 році, в Паґані, напередодні походу на північ, що закінчився захопленням Прома. У 1546 році, бажаючи продемонструвати єдність своєї держави, Табіншветгі знову коронувався в Пеґу, який став новою столицею його імперії. Третя коронація проходила одночасно за м'янманськими та монськими звичаями.

## Правителі Гантаваді (1287–1539,1550–1552)
| №  | Назва              | Початок правління | Кінець правління | Примітки               |
| -- | ------------------ | ----------------- | ---------------- | ---------------------- |
| 1  | Вареру             | 4 квітня 1287     | січень 1307      | Засновник              |
| 2  | Бінья Хон          | 28 січня 1307     | 1311             |                        |
| 3  | Сав О              | 10 квітня 1311    | вересень 1323    |                        |
| 4  | Со Зейн            | 28 вересня 1323   | квітень 1330     | Переніс столицю в Пеґу |
| 5  | Зейн Пун           | квітень 1330      | квітень 1330     | Узурпатор              |
| 6  | Со Е               | квітень 1330      | червень 1330     |                        |
| 7  | Бінья Е            | червень 1330      | 1348/1349        |                        |
| 8  | Бінья У            | 1348/1349         | 2 січня 1384     |                        |
| 9  | Мага Деві (регент) | 28 жовтня 1383    | 4 січня 1384     |                        |
| 10 | Разадаріт          | 4 січня 1384      | 1421             |                        |
| 11 | Бінья Дгаммараза   | 1421              | 1424             |                        |
| 12 | Бінья Ран I        | 1424              | 1446             |                        |
| 13 | Бінья Вару         | вересень 1446     | 30 травня 1451   |                        |
| 14 | Бінья Чан          | 30 травня 1451    | червень 1453     |                        |
| 15 | Лейк Мунгтав       | 1453              | 1454             |                        |
| 16 | Шінсобу            | 1454              | 1471             |                        |
| 17 | Дгаммазеді         | 1471              | 1492             |                        |
| 18 | Бінья Ран II       | 1492              | 1526             |                        |
| 19 | Такаютпі           | 1526              | 1539             |                        |